# Бякин, Илья Владимирович

Автограф

Илья Владимирович Бякин (род. 2 февраля 1963, Свердловск) — советский и российский хоккеист, олимпийский чемпион (1988). Заслуженный мастер спорта СССР (1988). Игровое амплуа — универсал. Тренер.

## Биография
Воспитанник свердловской хоккейной школы «Юный спартаковец» свою спортивную карьеру начал в 1978 году в свердловской команде «Луч». На следующий год он перешёл в команду «Юность» (Свердловск). В 1980 году молодого хоккеиста пригласили в свердловский хоккейный клуб «Автомобилист», где он играл три сезона. По признанию Ильи Бякина, из Свердловска уезжать у него не было желания — «наша юношеская команда была на голову сильнее сверстников. Помню в шестнадцать лет на первенство СССР мы в финале играли с Челябинском и победили 14:1. Меньше десятка за матч вообще тогда не забивали. Если бы все остались, то здорово подняли местный хоккей».
Но в 1983 году он всё-таки принял приглашение из Москвы, став игроком столичного «Спартака». В этой команде он провёл три сезона, сыграв 124 матча, забив 24 гола и набрав по системе «гол + пас» 54 очка.
В 1986 году Илья Бякин возвратился в родной «Автомобилист». За три сезона он сыграл 98 матчей, забив 32 гола и набрав по системе «гол + пас» 58 очков. В 1990 году он опять переехал в Москву на этот раз в команду ЦСКА. До него в армейский клуб ушли трое лучших игроков из «Автомобилиста»: Мартемьянов, Трухно, Старков. Здесь Илья Бякин сыграл 29 матчей, забив 4 гола и набрав по системе «гол + пас» 11 очков.
В сезоне 1991/92 играл вместе с Кожевниковым за швейцарский «Рапперсвиль». Перед сезоном 1992/93 его контракт выкупил немецкий «Ландсхут» (Германия). В чемпионате Германии Бякин провёл 44 матча, забив 12 голов и набрав по системе «гол + пас» 31 очко.
В июне 1993 года задрафтован клубом НХЛ «Эдмонтон Ойлерз», с которым 16 августа того же года подписал контракт. В 1993—1994 годах — в «Эдмонтон Ойлерз», в 1994—1995 годах — в «Сан-Хосе Шаркс». Всего в НХЛ Бякин провёл 57 матчей, забив 8 голов и набрав по системе «гол + пас» 33 очка.
В сезон 1994—1995 во время локаута в НХЛ играл в «Автомобилисте». Во время одного из матчей получил тяжелую травму почек. Месяц отлеживался, практически не двигался. После возвращения в Америку медики больше не разрешили ему играть в хоккей.
В 1995—1997 годах выступал за шведскую команду «Мальмё». В чемпионатах Швеции сыграл 90 матчей, забив 22 гола и набрав по системе «гол + пас» 50 очков. В 1997—1998 годах играл в ИХЛ за команды «Сан-Антонио» и «Лас-Вегас».
Возвращение в Россию произошло в 1998 году, когда он принял приглашение от московского «Спартака». В 1999—2001 годах Бякин играл в «Ладе» Тольятти, в 2001—2003 годах — вновь в ЦСКА. Карьеру закончил в 41 год в 2004 году в команде «Юность» (Минск). Всего в чемпионатах СССР и России провёл 442 матча, забив 91 гол.
В сборной СССР, затем России Илья Бякин играл с 1988 года. Он участник 6 чемпионатов мира с 1989 по 1994 годы (49 матчей, 10 голов). Чемпион зимних Олимпийских игр 1988 года (8 матчей, 1 гол). Чемпион мира 1989, 1990 и 1993 годов, неоднократный чемпион Европы (2). По словам Ильи Бякина, ему довелось поиграть в сборной с такими великими мастерами, как Макаров, Крутов, Ларионов, Фетисов, Касатонов.
В 2004—2005 годах — тренер-селекционер ТХК (Тверь).
В 2005—2006 годах — главный тренер ЦСКА-2.
В 2007 году — тренер ХК «Крылья Советов» (Москва).
В 2007—2008 годах — главный тренер ХК «Крылья Советов».
В 2010—2011 годах — тренер ЦСКА.
В июне — ноябре 2011 года — главный тренер «Автомобилиста» (Екатеринбург).
Окончил Государственный центральный институт физкультуры. Живёт в Москве.
Игрок ветеранских турниров в ХК «Легенды хоккея СССР».
Является членом Правления и куратором конференции «Северо-Запад» Ночной хоккейной лиги.

### Семья
Жена Наталья, имеет троих детей (Анастасия, Екатерина, Михаил).

## Статистика выступления в клубных командах
| сезон     | команда                     | страна    | матчи | голы | пасы | гол+пас |
| --------- | --------------------------- | --------- | ----- | ---- | ---- | ------- |
| 1983—1984 | Спартак (Москва)            | СССР      | 44    | 9    | 12   | 21      |
| 1984—1985 | Спартак (Москва)            | СССР      | 46    | 7    | 11   | 18      |
| 1985—1986 | Спартак (Москва)            | СССР      | 34    | 8    | 7    | 15      |
| 1986—1987 | Автомобилист (Свердловск)   | СССР      | 28    | 11   | 7    | 18      |
| 1987—1988 | Автомобилист (Свердловск)   | СССР      | 30    | 10   | 10   | 20      |
| 1988—1989 | Автомобилист (Свердловск)   | СССР      | 40    | 11   | 9    | 20      |
| 1989—1990 | Автомобилист (Свердловск)   | СССР      | 27    | 14   | 5    | 19      |
| 1990—1991 | ЦСКА (Москва)               | СССР      | 29    | 4    | 7    | 11      |
| 1991—1992 | Рапперсвиль                 | Швейцария | 36    | 27   | 40   | 67      |
| 1992—1993 | Ландсхут                    | Германия  | 44    | 12   | 19   | 31      |
| 1993—1994 | Cape Breton Oilers          | AHL       | 12    | 2    | 9    | 11      |
| 1993—1994 | Эдмонтон Ойлерз             | NHL       | 44    | 8    | 20   | 28      |
| 1994—1995 | Автомобилист (Екатеринбург) | Россия    | 4     | 3    | 2    | 5       |
| 1994—1995 | Kansas City Blades          | IHL       | 1     | 0    | 2    | 2       |
| 1994—1995 | Сан-Хосе Шаркс              | NHL       | 13    | 0    | 5    | 5       |
| 1995—1996 | Мальмё ИФ                   | Швеция    | 36    | 10   | 15   | 25      |
| 1996—1997 | Мальмё ИФ                   | Швеция    | 47    | 11   | 14   | 25      |
| 1997—1998 | San Antonio Dragons         | IHL       | 6     | 0    | 1    | 1       |
| 1997—1998 | Las Vegas Thunder           | IHL       | 52    | 3    | 7    | 10      |
| 1998—1999 | Спартак (Москва)            | Россия    | 21    | 3    | 6    | 9       |
| 1999—2000 | Лада (Тольятти)             | Россия    | 37    | 9    | 13   | 22      |
| 2000—2001 | Лада (Тольятти)             | Россия    | 35    | 1    | 2    | 3       |
| 2001—2002 | ЦСКА (Москва)               | Россия    | 19    | 1    | 9    | 10      |
| 2002—2003 | ЦСКА (Москва)               | Россия    | 27    | 1    | 6    | 7       |
| 2002—2003 | Авангард (Омск)             | Россия    | 15    | 0    | 1    | 1       |
| 2003—2004 | Юность (Минск)              | Беларусь  | 27    | 8    | 14   | 22      |

## Награды
- Медаль «За трудовую доблесть» (15 июня 1988)